# シャウエンブルク
シャウエンブルク (ドイツ語: Schauenburg) は、ドイツ連邦共和国ヘッセン州カッセル郡に属す町村（以下、本項では便宜上「町」と記述する）である。

## 地理

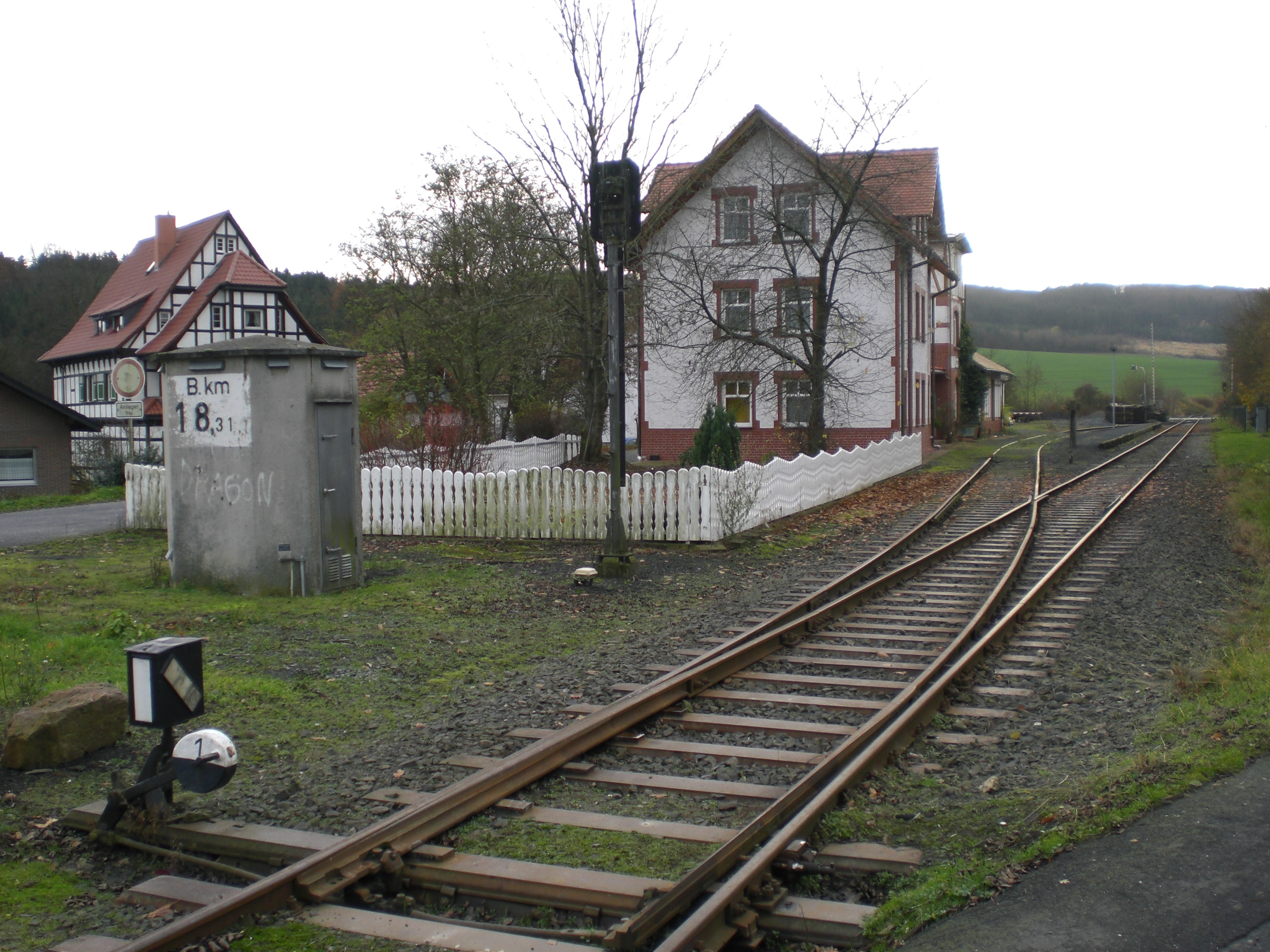
保存鉄道ヘッセンクーリアーのシャウムブルク＝ホーフ駅

シャウエンブルクは、カッセルの南西、ハービヒツヴァルト山地内のハービヒツヴァルト（北東）とランゲン山地（南）との間に形成された峡谷であるホーファー・プフォルテに位置する。
特に強調すべきは、レクリエーション地として知られる高地ハービヒツヴァルト自然公園内に位置していることである。この自然公園とナウムブルクを通って保存鉄道ヘッセンクーリアーが走っている。さらにシャウエンブルクはドイツ・メルヘン街道の一部をなしてもいる。

### 水域
ホーフ地区とエルガースハウゼン地区をバウナ川の上流が流れている。ブライテンバッハ地区（エムザーホーフ）近郊でエムス川が湧出し、その後この川はブライテンバッハ地区を流れる。

### 自治体の構成
自治体としてのシャウエンブルクは、かつて独立した町村であったブライテンバッハ、エルガースハウゼン、エルムスハーゲン、マルティンハーゲンが合併して成立した町で、現在これらはシャウムブルクの地区となっている。

### 隣接する市町村
シャウエンブルクは、北はハービヒツヴァルト（カッセル郡）、東は郡独立市のカッセル、南はバウナタール（カッセル郡）、エーダーミュンデとニーデンシュタイン（ともにシュヴァルム＝エーダー郡）、西はバート・エムスタールとヴォルフハーゲンおよびツィーレンベルク（これら3市町村はカッセル郡）と境を接する。

## 歴史

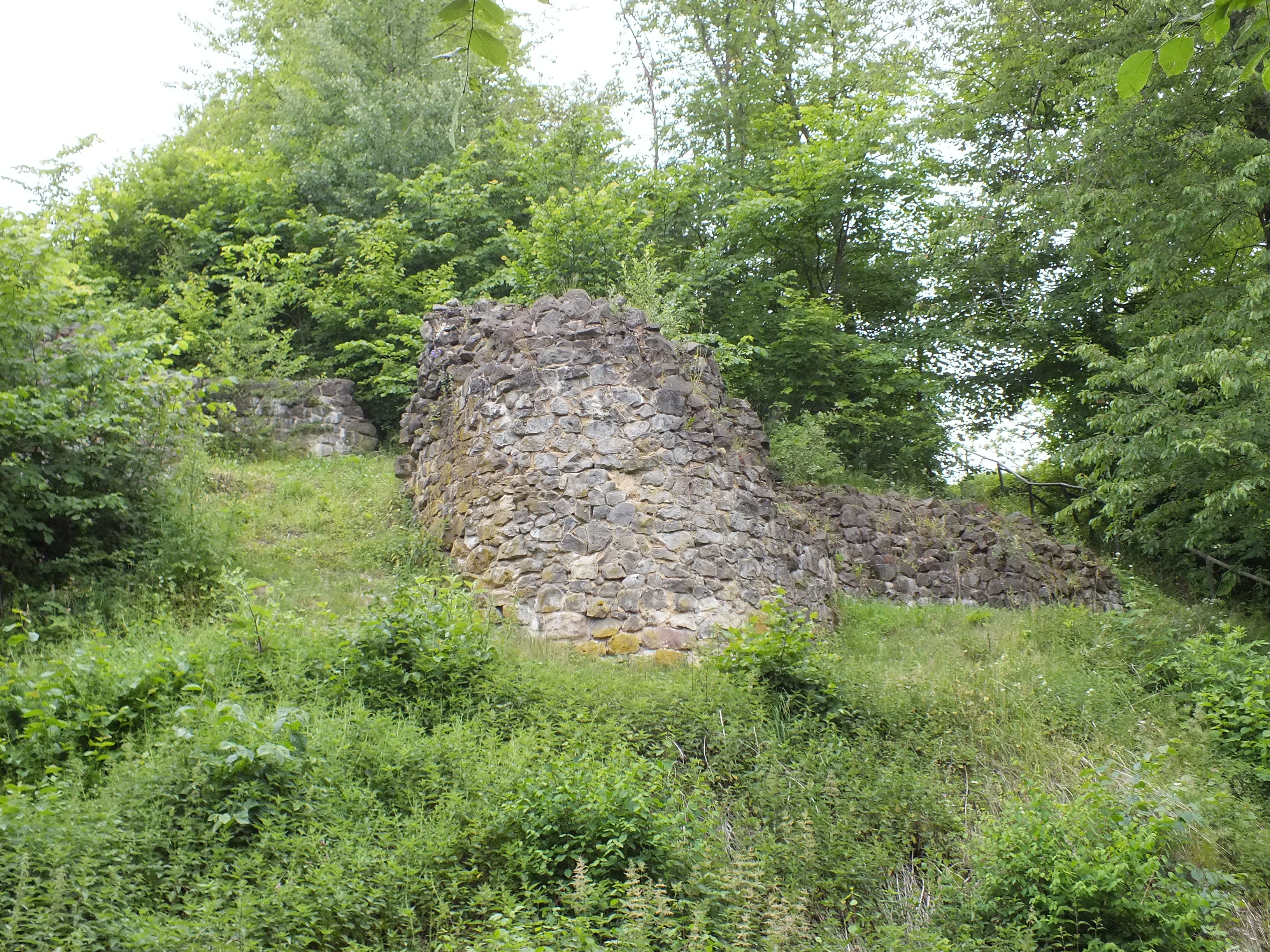
町名の由来となったシャウエンブルク城趾

この町に属す集落はいずれも中世に成立し、その後長らく農村としてあった。19世紀後半にカッセルで工業化が起こったことに伴って、この町はゆっくりと発展していった。軽便鉄道カッセル - ナウムブルク線の建設はこれを助長した。
フォルクスワーゲンのバウナタール工場に近いことも、経済的発展に大いに寄与した。

### 町名について
1972年に5町村が合併して成立したこの町の名前は、ホーフ地区西部の高台に位置するシャウエンブルク城趾に由来する。中世には、シャウエンブルク伯がこの城に拠ってバウナ谷を治めていた。

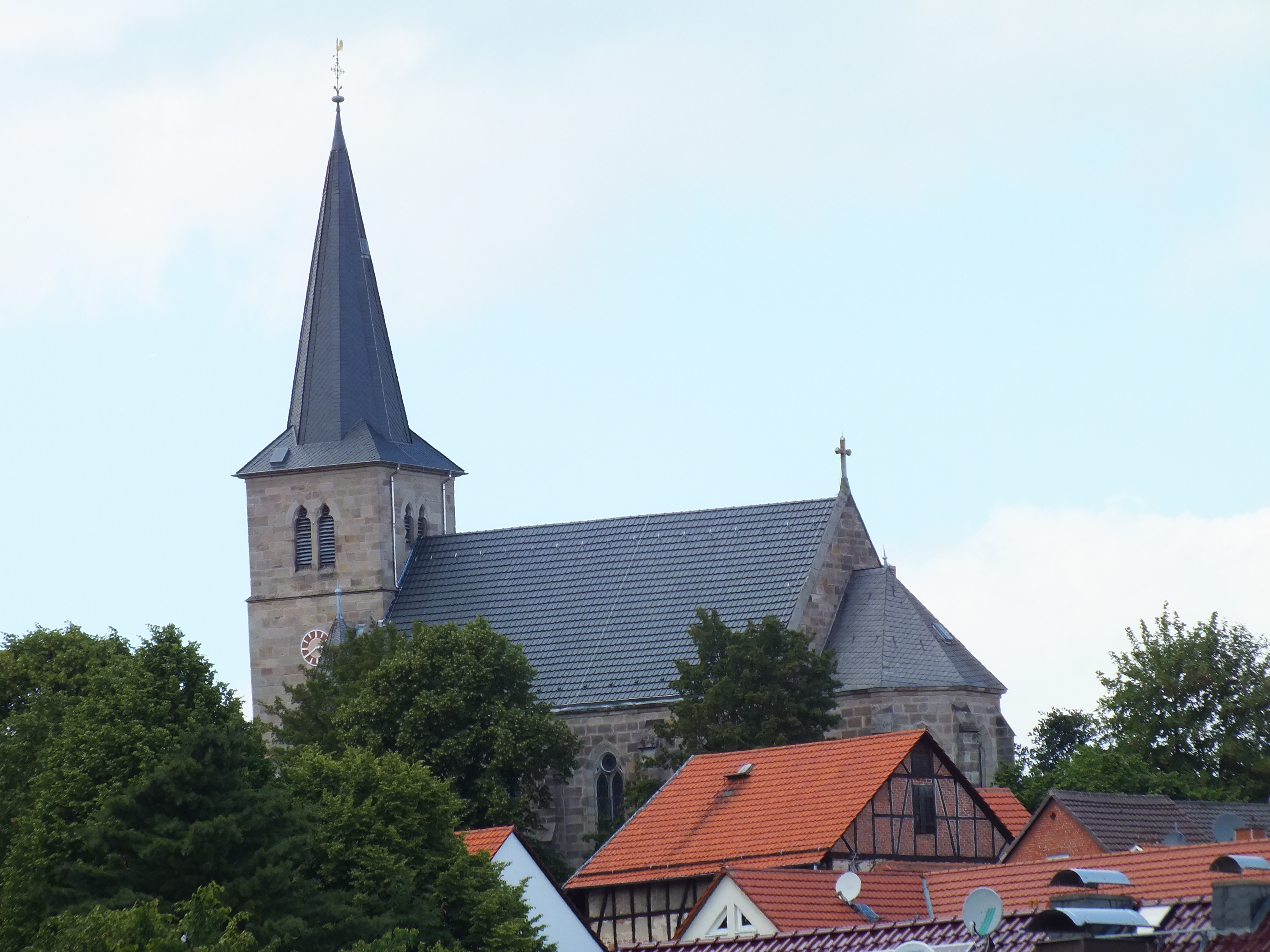
ホーフ地区の教会

### 宗教
シャウエンブルク連合会には、ブライテンバッハ、エルガースハウゼン、ホーフ、マルティンハーゲンのプロテスタント教会組織が加盟している。
エルガースハウゼンには、カトリックの支部教会であるアッシジの聖フランチェスコ教会があり、バウナタールおよびカッセル＝オーバーツヴェーレンの主任司祭区の祭事に参加する。
これらの二大教会の他、シャウムブルク新使徒派教会、トルコ系イスラム教組織、エホバの証人などがある。

## 行政

### 町議会
シャウエンブルクの町議会は 37 議席からなる。

### 首長
ミヒャエル・プレッツァー (SPD) は2017年1月29日の選挙で 55.70 % の票を獲得して町長に選出された。この選挙の投票率は約 64 % であった。彼の任期は、2017年6月8日に開始された。

### 姉妹自治体
- セミリ(Semily)（チェコ、リベレツ州）1997年

## 文化と見所

### サークル、クラブ、協会、組合
- AWO シャウエンブルク
- シャウエンブルク消防団
- シャウエンブルク歴史協会
- HSG ホーフ＝ザント＝ヴォルフハーゲン
- クラインガルトナー協会ホーフ e.V. （1977年発足）
- エルガースハウゼン音楽協会（1905年発足）
- ホーフ・スポーツ協会（1891年発足）
- シャウエンブルク営業組合

## 経済と社会資本

### 公共施設
この町は各地区に1つまたは2つずつ様々な施設を有している。
3つの公民館、5つの消防署、町立図書館、ユーゲントクラブ、4つのグリル場、5つの運動場の他、ホーフにはシャウエンブルクハレ、エルガースハウゼンにはエルガーハウスやゴールトベルクハレがある。

### 教育
ブライテンバッハ、ホーフ、エルガースハウゼンの各地区に基礎課程学校が1校ずつある。

## 人物

### ゆかりの人物
- ラルフ・ザルツマン（1955年 - ）長距離ランナー